# Ашулук (Харабалінський район)
Ашулук  (рос. Ашулук) — селище у Харабалінському районі Астраханської області Російської Федерації.
Населення становить 1556 осіб. Входить до складу муніципального утворення Тамбовська сільрада.

## Історія
Населений пункт розташований на території українського етнічного та культурного краю Жовтий Клин. Від 1925 року належить до Харабалінського району.
Згідно із законом від 6 серпня 2004 року органом місцевого самоврядування є Тамбовська сільрада.

## Населення
| 2002 | 2010  | 2011  | 2012  |
| ---- | ----- | ----- | ----- |
| 254  | ↗1678 | ↘1556 | →1556 |